# Ладич, Дражен
Дражен Ладич (хорв. Dražen Ladić; 1 января 1963, Чаковец, Югославия) — югославский и хорватский футболист, вратарь, тренер. Выступал за сборную Хорватии.

## Клубная карьера
В 1980 году Дражен попал в основной состав клуба «Вартекс». В 1984 году он перешёл в загребское «Динамо», но закрепиться там не смог и два года провёл в аренде в «Искре» Бугойно. В «Динамо» он вернулся через два года и, дебютировав в июле 1986 года, провёл в клубе 14 сезонов вплоть до завершения карьеры в 2000 году.

## Карьера в сборной
В начале 1990 года Ладич впервые в карьере стал кандидатом в сборную Югославии. Но, вопреки ожиданиям, он не попал в состав сборной на чемпионат мира 1990 года. В результате он дебютировал в составе новообразованной сборной Хорватии в товарищеском матче против команды США 17 октября 1990 года. После двух побед в составе сборной Хорватии он всё же дебютировал и в составе команды Югославии, сыграв за неё два матча — сначала 27 февраля 1991 года товарищескую игру против Турции, а затем 16 мая 1991 года в отборочном матче чемпионата Европы 1992 года против Фарерских островов. Матч против Фарерских островов стал последней игрой, когда цвета сборной Югославии защищали хорватские футболисты.
За десять лет в составе сборной Ладич сыграл 59 матчей и стал бронзовым призёром чемпионата мира 1998 года. Свой 51-й матч Ладич отыграл 14 октября 1998 года (победа над Македонией 3:2), заявив о том, что завершит карьеру в сборной Хорватии. Однако в 1999 году он вернулся в сборную, продолжив с ней борьбу за выход на чемпионат Европы 2000 года. 9 октября 1999 года он сыграл последнюю официальную встречу против Югославии: ничья 2:2 лишила хорватов даже права на стыковые матчи чемпионата Европы 2000 года, причём в том матче хорваты пропустили второй гол как раз по вине Ладича, выронившего мяч в сетку после удара Деяна Станковича. Последнюю игру он провёл 28 мая 2000 года в Загребе против Франции, сыграв в свитере под номером 59 и проведя 10 минут на поле. В возрасте 37 лет и пяти месяцев он стал тогда самым возрастным игроком в истории хорватской сборной.

## Карьера тренера
С 2001 по 2004 год Дражен Ладич выполнял функции тренера вратарей в сборной Хорватии. С 2006 года по настоящее время — главный тренер молодёжной сборной Хорватии.